# Celidosphenella bella
Celidosphenella bella är en tvåvingeart som först beskrevs av Blanchard 1852.  Celidosphenella bella ingår i släktet Celidosphenella och familjen borrflugor. Inga underarter finns listade.